# Введенская, Наталья Викторовна
Ната́лья Ви́кторовна Введе́нская (6 сентября 1913, Санкт-Петербург — 1 марта 2015, Москва) — советский и российский геоморфолог, геолог и геофизик, одна из первооткрывателей алмазных россыпей на Среднем Урале. Кандидат геолого-минералогических наук.

## Биография
Родилась в Петербурге 6 сентября 1913 года в семье главного ревизора Государственного банка.
Отец был действительным статским советником, что соответствовало званию светского генерала.
Мать принадлежала к старинному роду орловских дворян, окончила Московскую Государственную консерваторию по классу рояля с золотой медалью, выступала с концертами в Москве и Петербурге.
В 1924 году семья переехала в Москву. Окончила семь классов средней школы и поступила в химический техникум. Получила ожоги и отравление при прохождении практики и оставила техникум, не закончив его.
В 1937 году окончила МГУ и была направлена на работу редактором физико-географических карт в редакцию Большого Советского Атласа Мира.
В 1939 году поступила работать в геологическую партию ВИМСа, которая вела поисковые работы алмазов в составе Уральской алмазной экспедиции (УАЭ). С этих пор до начала 1960 года её судьба была связана с поисками алмазов на Урале.
В мае 1945 г. партия И. Н. Герасимова, где работала Введенская, переезжает на восток, хотя он сам и Введенская имели совершенно другой взгляд на природу коренных источников алмазов.
Летом 1945 г. в автомобильной катастрофе под Орском погиб её муж — И. Н. Герасимов, а на ее попечении остались двое детей — восьмилетняя дочь и пятимесячный сын.
После гибели мужа руководит текущими работами Орской геолого-поисковой партии, а также отвечает за подготовку сводного отчёта о результатах многолетних поисков.
В 1946 году — начальник Орской алмазной партии.
В 1948 году — начальник сначала комплексной партии № 4, а после реорганизации партии в Уральскую экспедицию № 7 — начальник этой экспедиции. Здесь усилиями геологов был открыт Вижайский алмазоносный бассейн с рядом крупных алмазных промышленных россыпей.
В 1948 году на заседании научно-технического совета ВСЕГЕИ в то время, как в геологической среде была популярна гипотеза Кухаренко о приуроченности коренных источников алмазов к восточному склону Урала, добилась того, чтобы геологическую экспедицию перекинули с восточного склона Урала (г. Орск) на западный, в район п. Пашия, бассейн реки Вижай.
В 1950 г. — главный геолог Владимирской экспедиции. Объём работы Владимирской экспедиции — бассейны рек Чусовой, Вижая, Вильвы, Усьвы, Косьвы и Вишеры.
В конце 1950 года подала рапорт об освобождении от должности и была переведена руководителем сводного геологического отчёта по результатам поисково-разведочных работ на алмазы в бассейнах рек Койвы и Вижая за 1938—1957 гг. Отчёт по этим работам, сданный в 1959 году, составил более сорока томов графических и текстовых материалов.
В 1955 году защитила в ВИМСе (г. Москва) диссертацию на соискание учёной степени кандидата геолого-минералогических наук на тему: «Геологическое строение и алмазоносность бассейна р. Вижай».
С 1962 по 1976 года преподавала и одновременно вела научно-исследовательскую работу в Пермском политехническом институте.
В 1976 года перешла на работу в Геологическое Управление центральных районов Министерства геологии РСФСР и занималась проблемами поиска алмазов.
В январе 1983 года вышла на пенсию.
С 1983 по 1989 годы написано и опубликовано множество научных статей в различных изданиях.
В 1994 году издана её монография «Цикличность планетарного развития разломных структур и геологических образований».
В 2005 году вышла её книга «Алмазы Вижая».
Умерла 1 марта 2015 года.